# M3 (Ungern)

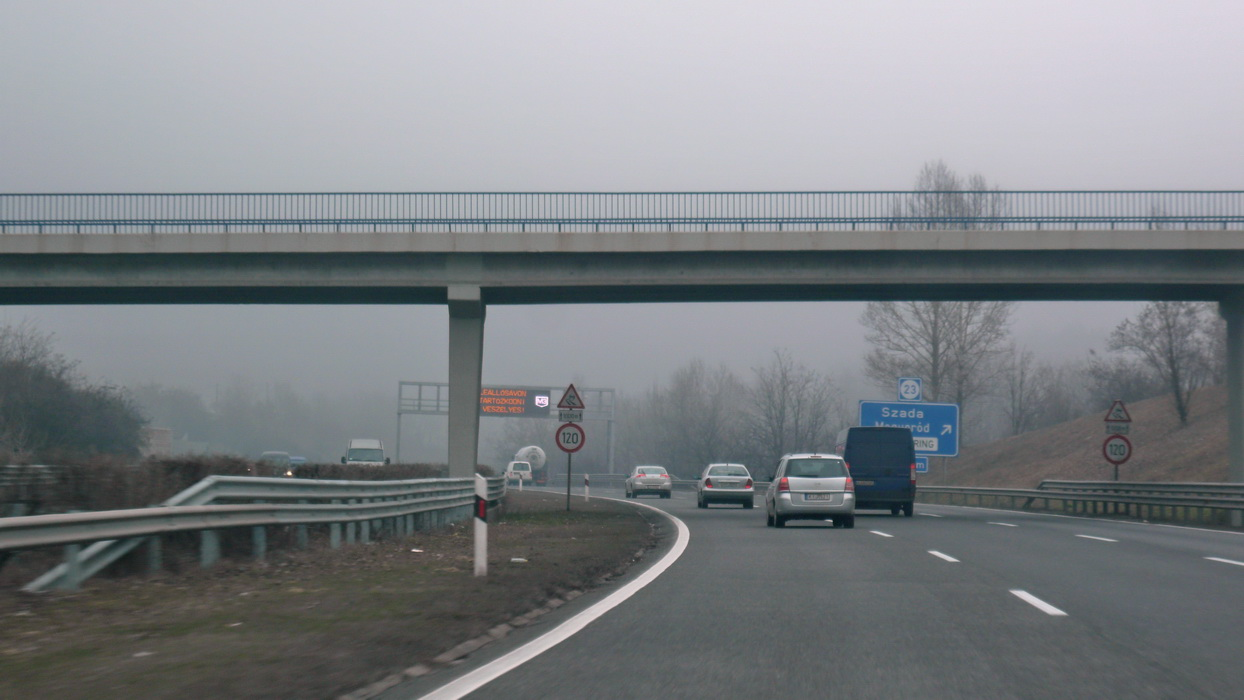
Motorvägen M3 vid Mogyoród.

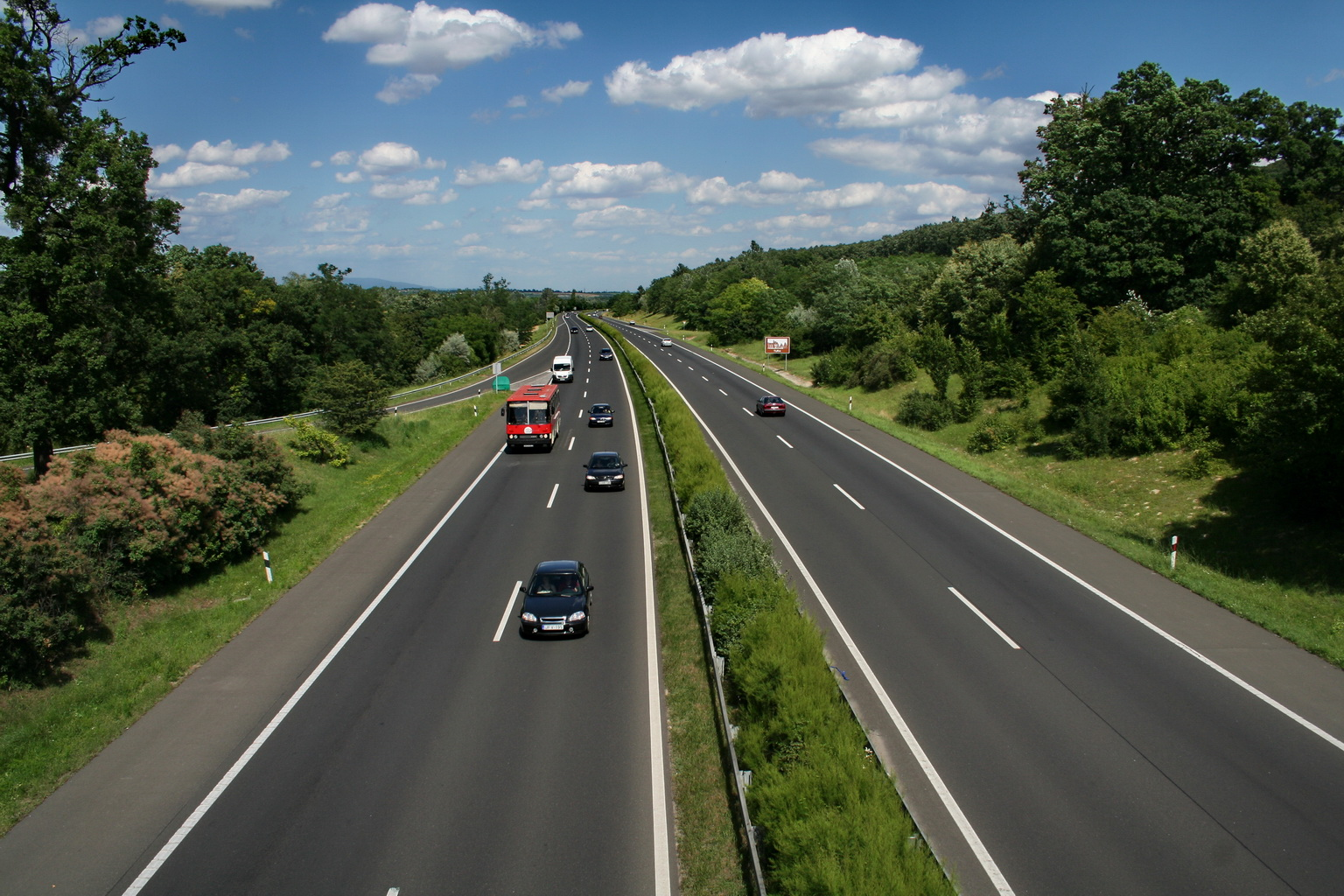
Rastplats Kisbagi.

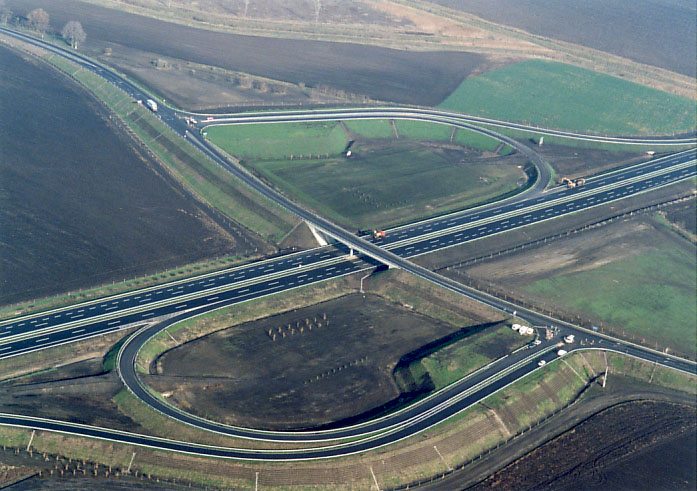
Flygfoto över motorvägen M3.

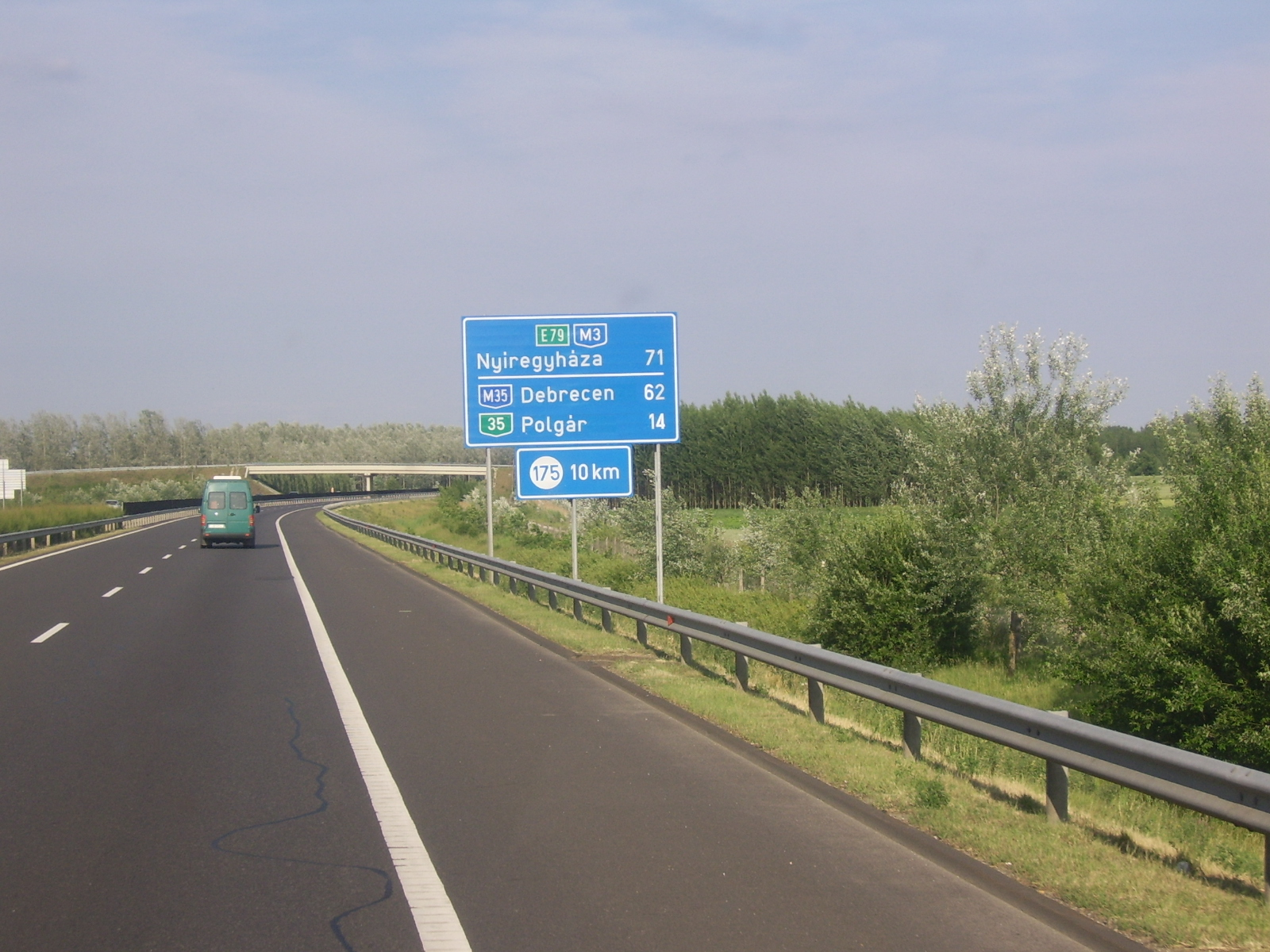
Skylt vid Hejőkürt, 165 km.

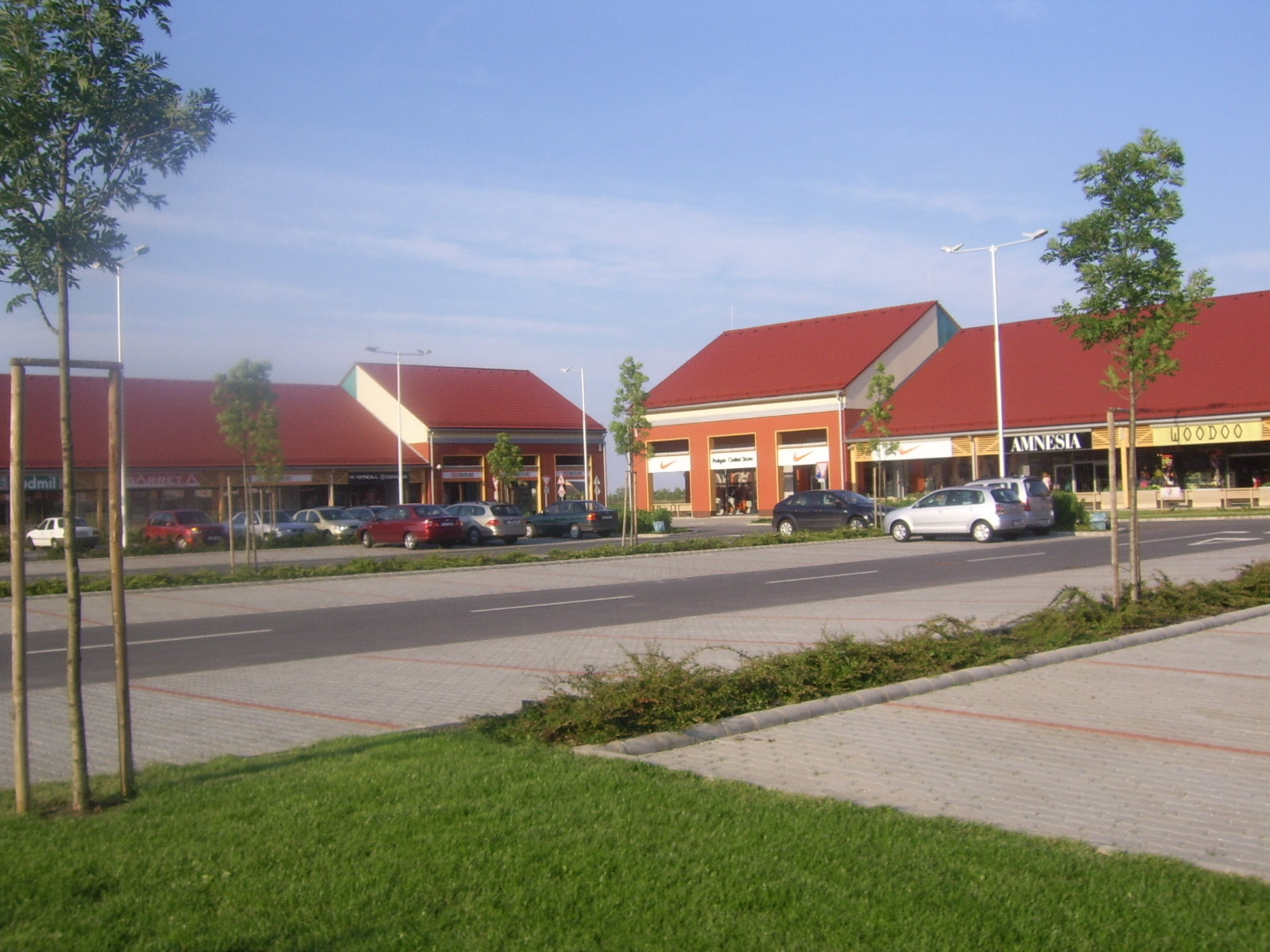
M3 Outlet Center vid Polgár.

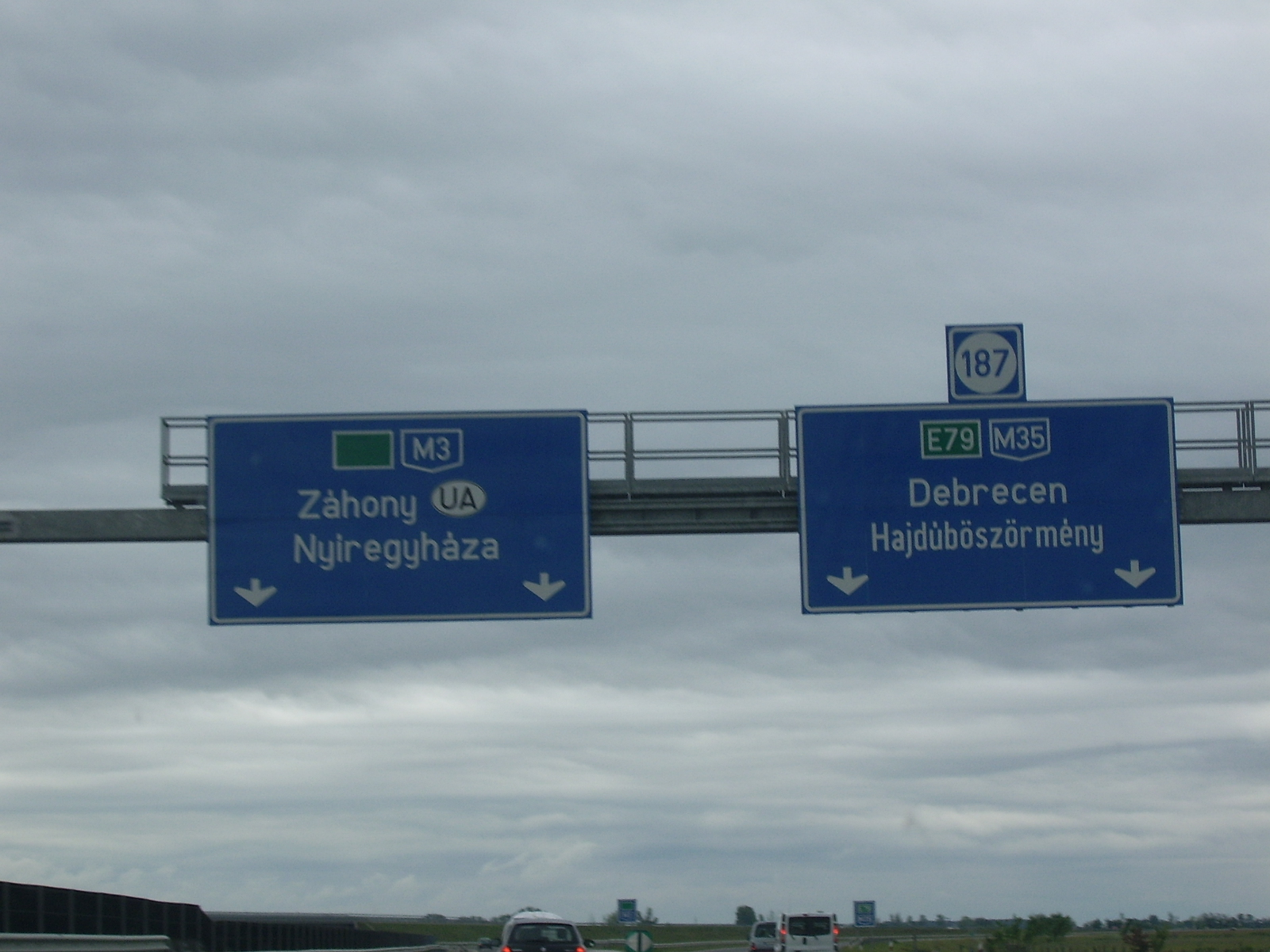
Trafikplats 187 km vid gränsen till Görbeháza.

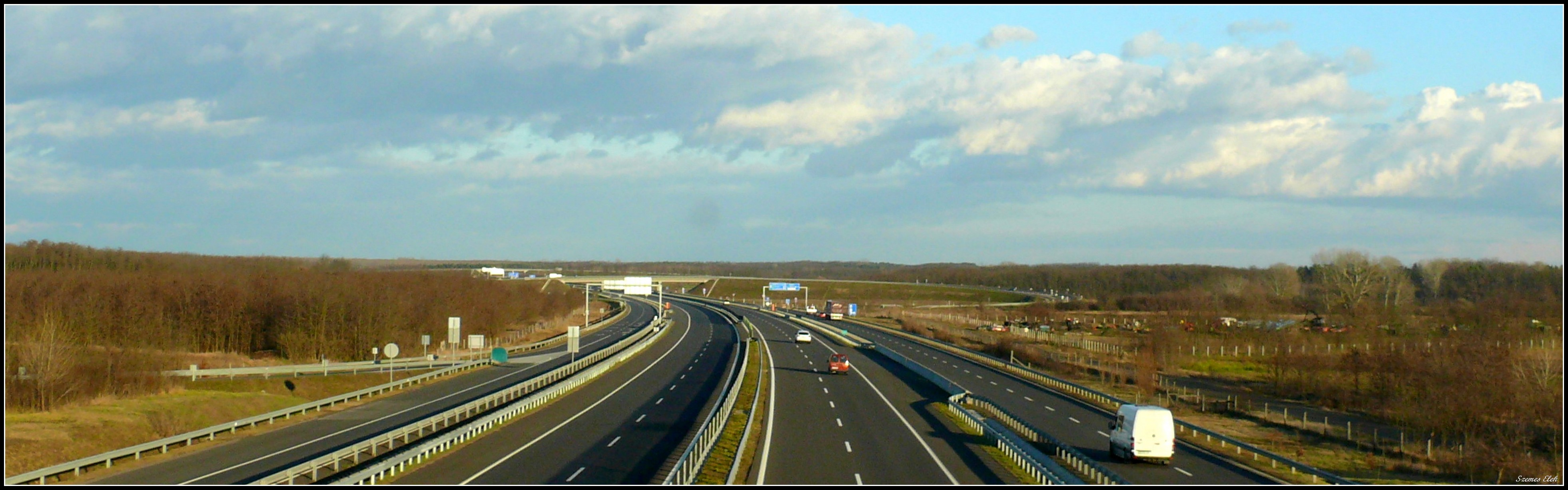
M3 motorväg vid Nagykálló.

M3 är en motorväg i Ungern som går mellan Budapest och Nyíregyháza. Den planeras byggas ut till gränsen mot Ukraina.

## Europavägsavsnitt
- E 71 Motorvägskorsning M30 - Motorvägskorsning M31
- E 79 Motorvägskorsning M30 - Motorvägskorsning M35
- E 573 T-Korsning Nyíregyháza dél - T-Korsning Nyíregyháza észak
- E 579 Motorvägskorsning M35 - T-Korsning Vásárosnamény.

## Trafikplatser
|                   | Km                            | Skyltning                                                              |
| ----------------- | ----------------------------- | ---------------------------------------------------------------------- |
| Trafikplats       | 11                            | Újpest / Újpalota                                                      |
| Rastplats         | 12                            | Szilasi pihenőhely                                                     |
| Trafikplats       | Fót                           |                                                                        |
| Trafikplats       | 13                            | Motorvägsring runt Budapest Esztergom, Vác, Hont (SK) / , Szeged (SRB) |
| Trafikplats       | 19                            | Mogyoród / Hungaroring                                                 |
| Trafikplats       | 23                            | Veresegyháza, Mogyoród kelet / Hungaroring                             |
| Rastplats         | 25                            | Jakabpusztai pihenőhely                                                |
| Trafikplats       | 27                            | (A)(HR)(SLO)(SRB)                                                      |
| Trafikplats       | Gödöllő / Szada               |                                                                        |
| Rastplats         | 32                            | Babati pihenőhely ( till Nyíregyháza)                                  |
| Bro               | 34                            | Domonyvölgyi-viadukt                                                   |
| Rastplats         | 36                            | Kisbagi pihenőhely                                                     |
| Trafikplats       | 39                            | Bag / Aszód / Tura                                                     |
| Rastplats         | 43                            | Galga pihenőhely                                                       |
|                   |                               | Pest megye / Heves megye                                               |
| Rastplats         | 51                            | Kerekharaszti pihenőhely                                               |
| Trafikplats       | Kerekharaszt                  |                                                                        |
| Trafikplats       | 55                            | Salgótarján, Galyatető / Hatvan                                        |
| Trafikplats       | 59                            | Szolnok, Hatvan                                                        |
| Rastplats         | 60                            | Horti pihenőhely                                                       |
| Rastplats         | 66                            | Ecsédi pihenőhely                                                      |
| Trafikplats       | 70                            | Gyöngyös nyugat / Hort                                                 |
| Rastplats         | 75                            | Halászaranyosi pihenőhely                                              |
| Trafikplats       | 78                            | Gyöngyös kelet, Mátrafüred / Adács                                     |
| Rastplats         | 82                            | Borsókúti pihenőhely                                                   |
| Rastplats         | 87                            | Nagyfügedi pihenőhely                                                  |
| Trafikplats       | 90                            | Heves, Nagyfüged / Ludas                                               |
| Rastplats         | 92                            | Kisasszonytéri pihenőhely                                              |
| Trafikplats       | 103                           | Kál / Erdőtelek                                                        |
| Rastplats         | 106                           | Rekettyés pihenőhely                                                   |
| Trafikplats       | 108                           | Eger, Ózd                                                              |
| Trafikplats       | 114                           | Tiszafüred / Füzesabony, Eger                                          |
| Rastplats         | 122                           | Mezőszemerei pihenőhely                                                |
|                   |                               | Heves megye / Borsod-Abaúj-Zemplén megye                               |
| Trafikplats       | 128                           | Mezőkövesd / Borsodivánka                                              |
| Trafikplats       | 139                           | Mezőkeresztes / Mezőnagymihály                                         |
| Rastplats         | 142                           | Geleji pihenőhely                                                      |
| Trafikplats       | 151                           | Miskolc (SK)                                                           |
| Rastplats         | 153                           | Igrici pihenőhely                                                      |
| Trafikplats       | 156                           | Mezőcsát / Hejőpapi                                                    |
| Trafikplats       | 164                           | Hejőkürt / Tiszaújváros                                                |
| Bro               | 169                           | Tisza (405,5 m)                                                        |
|                   |                               | Borsod-Abaúj-Zemplén megye / Hajdú-Bihar megye                         |
| Rastplats         | 171                           | Polgári pihenőhely                                                     |
| Trafikplats       | 175                           | Görbeháza / Polgár                                                     |
| Bro               | 179                           | Nyugati-főcsatorna (93 m)                                              |
| Rastplats         | 183                           | Görbeháza pihenőhely                                                   |
| Trafikplats       | 187                           | Oradea (RO), Debrecen, Hajdúböszörmény, Hajdúszoboszló                 |
| Rastplats         | 194                           | Rétaljai pihenőhely                                                    |
| Bro               | 199                           | Keleti-főcsatorna                                                      |
| Trafikplats       | 203                           | Tiszavasvári / Hajdúnánás                                              |
| Rastplats         | 206                           | Hajdúnánási pihenőhely                                                 |
|                   |                               | Hajdú-Bihar megye / Szabolcs-Szatmár-Bereg megye                       |
| Rastplats         | 215                           | Kálmánházi pihenőhely                                                  |
| Trafikplats       | 221                           | Nyíregyháza nyugat                                                     |
| Trafikplats       | 227                           | Debrecen / Nyíregyháza centrum                                         |
| Rastplats         | 229                           | Nyíregyházi pihenőhely                                                 |
| Trafikplats       | 234                           | Záhony (UA), Kisvárda                                                  |
| Trafikplats       | Nyíregyháza kelet / Nagykálló |                                                                        |
| Trafikplats       | 254                           | Nyírbáror / Baktalórántháza, Ófehértó                                  |
| Rastplats         | 263                           | Kántorjánosi pihenőhely                                                |
| Trafikplats       | 267                           | Nyíregyháza / Mátészalka, Satu Mare (RO)                               |
| Cirkulationsplats | 280                           | Nyírmada / Vásárosnamény, Mukatjeve (UA), Beregsurány                  |
| Trafikplats       | 285                           | (proj.) Vásárosnamény nyugat / Kisvárda                                |
| Trafikplats       | 286                           | (proj.) Záhony (UA)                                                    |
| Bro               | 289                           | (proj.) Tisza (210 m)                                                  |
| Trafikplats       | 292                           | (proj.) Tiszaszalka, Tiszaadony / Vásárosnamény-Gergelyigornya         |
| Trafikplats       | 301                           | (proj.) Barabás / Gelénes, Csaroda                                     |
| Rastplats         | 306                           | (proj.) pihenőhely                                                     |
| Gränsövrergång    | 307                           | (proj.) Gränsövrergång Beregdaróc (H) – Dyjda (UA) → Ukraina Berehove  |